# Mitul Fedorei (film din 1978)
Mitul Fedorei (titlul original: în germană Fedora) este un film dramatic franco–vest-german, realizat în 1978 de regizorul Billy Wilder, după nuvela scriitorului Tom Tryon, protagoniști fiind actorii William Holden, Marthe Keller, Hildegard Knef și José Ferrer. 

## Conținut
Barry „Dutch" Detweiler, un scenarist-producător independent în declin, află despre moartea unei mari vedete de la Hollywood, Fedora. Toți sunt șocați când se confirmă că Fedora s-a sinucis aruncându-se în fața unui tren. La înmormântare, Dutch care cândva a fost iubitul ei, își amintește când cu două săptămâni mai devreme, pe insula greacă Corfu unde Fedora trăia ca o pustnică, a încercat fără să reușească s-o convingă să revină pe ecran într-o nouă adaptare al Annei Karenina, într-un film pe care el dorea să-l producă. Dutch devine suspicios când Fedora pare confuză, dezordonată și nu-și poate aminti detalii despre relația lor de dragoste. Îi spune că este prizonieră pe insulă, ținută captivă de bătrâna contesă poloneză Sobryanski, servitoarea ei protectoare, domnișoara Balfour, șoferul ei Kritos, și dr. Vando, chirurgul cosmetician responsabil pentru păstrarea Fedorei cu un aspect atât de tânăr. Ea vrea să facă acest film, dar toți aceștia sunt împotrivă. Dutch încearcă să o ajuta pe Fedora să fugă de pe insulă, dar Kritos îl doboară lăsându-l inconștient. Când se trezește la spital după o săptămână, află că Fedora s-a sinucis. Bănuiește că a fost ucisă de contesă pentru că a dezvăluit secretul captivității sale.
La înmormântare, Dutch îi acuză pe Vando și pe contesă că au ucis-o pe Fedora. Contesa dezvăluie că de fapt ea este Fedora cu care Dutch a avut aventura. Femeia care a murit a fost fiica ei Antonia, care a luat locul ei după ce unul dintre tratamentele chirurgicale ale Fedorei i-a desfigurat fața. Antonia îi semăna mamei sale într-un grad șocant, dar a fost o actriță mult mai bună, determinând oamenii să creadă că Fedora însăși a devenit mai pricepută cu vârsta. Înșelăciunea a rămas nedescoperită până când Antonia s-a îndrăgostit de actorul Michael York în timp ce făcea un film cu el. A implorat-o pe mama ei să-i permită să-i spună lui Michael adevărul, dar scandalul ar fi stricat atât cariera Antoniei, cât și moștenirea Fedorei. Neavând încredere în Antonia, Fedora a aranjat „pensionarea” Antoniei și a ținut-o prizonieră pe insulă. Pierderea atât a carierei, cât și a adevăratei iubiri a determinat-o pe tânără să apeleze la droguri, care i-au distrus atât aspectul, cât și sănătatea. Fedora și-a dat seama că nu i-ar putea permite niciodată fiicei sale să părăsească insula, deoarece inevitabila frenezie mediatică care înconjoară întoarcerea „Fedorei” ar distruge fragila sănătate mintală a Antoniei. Consumată de vinovăție pentru situația dificilă pe care a provocat-o, Fedora a îngrijit-o pe Antonia până când apariția lui Dutch i-a amintit Antoniei de viața pe care o pierduse și s-a sinucis.
Înspăimântat de revelație, Dutch consideră că trebuie să dezvăluie presei povestea sordidă, dar își dă seama că încă mai are sentimente față de Fedora și decide că a fost suficient de pedepsită de pierderea carierei și de vinovăția față de fiica ei și își ia rămas bun de la Fedora, care moare șase săptămâni ma târziu.

## Distribuție
- William Holden – Barry „Dutch“ Detweiler
- Marthe Keller – Antonia Sobryansky alias Fedora
- Hildegard Knef – Fedora alias Gräfin Sobryansky
- José Ferrer – Dr. Vando
- Frances Sternhagen – Miss Balfour
- Mario Adorf – directorul hotelului
- Stephen Collins – Barry în tinerețe
- Henry Fonda – președintele Academiei
- Michael York – el însuși
- Hans Jaray – contele Sobryansky
- Gottfried John – Kritos
- Arlene Francis – prezentatoarea de știri
- Jacques Maury – plasatorul de bilete
- Ellen Schwiers – sora medicală
- Ferdy Mayne – un regizor
- Peter Capell – al doilea regizor
- Bob Cunningham – Regieassistent
- Christoph Künzler – un angajat
- Elma Karlowa – o servitoare

## Trivia
Inițial, rolul Fedorei a fost oferit actriței Faye Dunaway. Rolul i-a revenit însă în cele din urmă Marthei Keller, care urma să interpreteze atât pe Fedora tânără, cât și cea bătrână. Deoarece acest lucru nu a fost posibil, deoarece o leziune a capului a provocat dureri mari atunci când i s-a aplicat un machiaj special, Billy Wilder a decis să distribuie separat rolul Fedorei în vârstă, astfel Hildegard Knef a fost aleasă pentru acest rol.
Întrucât cele două actrițe aveau voci foarte diferite, ambele au fost dublate de actrița vest-germană Inga Bunsch în versiunea originală. În versiunea dublată în germană, tânăra Fedora nu este vorbită de elvețiano-germana Marthe Keller, ci de Hildegard Knef, iar Marthe Keller a preluat ambele roluri vorbite ale dublării în limba franceză.